# Мабанку, Ален
Ален Мабанку (фр. Alain Mabanckou; род. 24 февраля 1966, Пуэнт-Нуар) — конголезский писатель, пишет на французском языке, один из крупнейших франкоязычных писателей сегодняшней Африки.

## Биография
Окончил лицей Карла Маркса в родном городе. По желанию матери поступил на юридический факультет университета Marien-Ngouabi в Браззавиле, но в 1988 году бросил учёбу и по студенческой стипендии уехал во Францию. Окончил юридический факультет в Университете Париж-Дофин. Несколько лет работал в фирме Suez-Lyonnaise des Eaux, но все больше времени уделял литературе. Его дебютный роман в 1998 году получил Большую литературную премию Чёрной Африки, после чего Мабанку стал свободным писателем и преподавателем литературы.
С 2002 по 2005 год преподавал франкоязычную словесность в Мичиганском университете как приглашенный профессор, в 2006 году перешел в этом же качестве в Калифорнийский университет в Лос-Анджелесе, а в 2007 году получил там постоянный контракт преподавателя. Живет в Санта-Монике. Составитель нескольких антологий африканской словесности, автор книг для детей.

## Произведения

### Стихи
- 1993 : День за днем/ Au jour le jour, Maison rhodanienne de poésie
- 1995 : La Légende de l'errance, Éditions L'Harmattan
- 1995 : L'Usure des lendemains, Nouvelles du Sud
- 1997 : Деревья тоже плачут/ Les arbres aussi versent des larmes, L'Harmattan
- 1999 : Quand le coq annoncera l'aube d'un autre jour, L'Harmattan
- 2007 : Tant que les arbres s'enracineront dans la terre, Œuvre poétique complète, « Points », Seuil

### Романы
- 1998 : Сине-бело-красный/  Bleu-Blanc-Rouge, Présence africaine (Большая литературная премия Чёрной Африки)
- 2001 : Et Dieu seul sait comment je dors, Présence Africaine
- 2002 : Черные внуки Верцингеторикса/ Les Petits-fils nègres de Vercingétorix, Serpent à Plumes/En poche chez « Points », Éditions du Seuil, 2006
- 2003 : African Psycho, Le Serpent à Plumes/ En poche chez « Points », Éditions du Seuil, 2006
- 2005 : Разбитый стакан/  Verre cassé, Éditions du Seuil ; en poche chez « Points », Éditions du Seuil, 2006 (Премия пяти континентов франкофонии, многократно инсценирован)
- 2006 : Воспоминания дикобраза/ Mémoires de porc-épic, Seuil / En poche chez « Points », éditions du Seuil, 2007 (премия Ренодо, премия Алиеноры Аквитанской, премия МИД Франции «Творцы вне границ»)
- 2009 : Black Bazar, Éditions du Seuil, et en format poche chez Points-Seuil", 2010
- 2010 : Завтра мне исполнится двадцать/  Demain j'aurai vingt ans, Éditions Gallimard, Coll. Blanche / En poche chez Folio (Gallimard), 2012 , с предисловием Ле Клезио (премия Жоржа Брассенса)
- 2012 : Молчи и умри/ Tais-toi et meurs, Editions de La Branche, Coll. Vendredi 13, 2012 (детективный роман)
- 2013 : Огни Пуэнт-Нуар/ Lumières de Pointe-Noire, Éditions du Seuil, Coll. Fiction & Cie, 2013
- 2015 : Маленький Перец Чили / "Petit Piment"

### Эссе
- 2007 : Письмо к Джимми/ Lettre à Jimmy, Fayard (о Джеймсе Болдуине)
- 2009 : L'Europe depuis l'Afrique, Éditions Naive
- 2011 : Писатель и перелетная птица/ Écrivain et oiseau migrateur, André Versaille éditeur
- 2012 : Плач чернокожего/  Le Sanglot de l'homme noir, Fayard, réédité en format poche chez Points-Seuil, 2013

## Признание
Книги переведены на многие языки, включая иврит и корейский. Кавалер ордена Почётного легиона (2010). Большая литературная премия Французской академии за совокупность созданного (2012). Почетный гражданин городов Сен-Жан-д’Анжели и Л’Э-ле-Роз.